# Haplobasidion lelebae
Haplobasidion lelebae är en svampart som beskrevs av Sawada ex M.B. Ellis 1957. Haplobasidion lelebae ingår i släktet Haplobasidion, divisionen sporsäcksvampar och riket svampar.   Inga underarter finns listade i Catalogue of Life.